# Goričani (Čačak)
Pour les articles homonymes, voir Goričani.
Goričani (en serbe cyrillique : Горичани) est un village de Serbie situé sur le territoire de la Ville de Čačak, district de Moravica. Au recensement de 2011, il comptait 698 habitants.

## Démographie

### Évolution historique de la population
| 1948 | 1953 | 1961 | 1971 | 1981 | 1991 | 2002 | 2011 |
| ---- | ---- | ---- | ---- | ---- | ---- | ---- | ---- |
| 907  | 980  | 974  | 970  | 928  | 879  | 780  | 698  |

|  |